# STUDIO MAUSU
株式会社STUDIO MAUSU（スタジオマウス）は、日本の音響制作会社。日本音声製作者連盟正会員。

## 概要
2005年にマウスプロモーションの録音制作部が分離独立して設立された。アニメーション映像、外画、ビデオ映像などの各種音響制作 （収録、編集、加工など）の他、録音スタジオの運営も行っている。
社名のMAUSU（マウス）は、口（mouth）ではなくネズミ（mouse）のこと。
アニメーションスタジオufotableの元請作品にて、2007年以降の全ての作品で音響制作を担当しており、ufotableが企画・プロデュースをしていた徳島県徳島市のアニメイベント『マチ★アソビ』の企画・プロデュースを2019年5月開催のVol.22より引き継いでおり、マチ★アソビの総合プロデューサーは納谷僚介が引き継いでいる。

## 音響制作を手がけた作品

### テレビアニメ
1999年
- トラブルチョコレート

2002年
- パタパタ飛行船の冒険

2003年
- 無人惑星サヴァイヴ

2004年
- 神無月の巫女

2005年
- ゴキブリちゃん
- タイドライン・ブルー

2006年
- 落語天女おゆい
- コヨーテ ラグタイムショー
- 無敵看板娘
- 京四郎と永遠の空

2007年
- もやしもん
- 二十面相の娘

2008年
- 乃木坂春香の秘密
- アラド戦記〜スラップアップパーティー〜

2009年
- 炬燵猫
- 戦う司書 The Book of Bantorra
- 乃木坂春香の秘密 ぴゅあれっつぁ♪

2010年
- うんこさん純情派
- ヨスガノソラ
- 咎狗の血

2011年
- お兄ちゃんのことなんかぜんぜん好きじゃないんだからねっ!!
- そふてにっ
- Fate/Zero 1st.シーズン

2012年
- パパのいうことを聞きなさい!（※製作協力としてクレジット）
- 這いよれ! ニャル子さん
- Fate/Zero 2nd.シーズン
- 夏色キセキ
- もやしもん リターンズ
- BTOOOM!
- ジョジョの奇妙な冒険
- アイカツ!
- はいたい七葉

2013年
- 這いよれ! ニャル子さんW
- 神さまのいない日曜日
- 犬とハサミは使いよう
- BLAZBLUE ALTER MEMORY
- 殺し屋さん

2014年
- ブレイドアンドソウル
- 失われた未来を求めて
- 少年ハリウッド -HOLLY STAGE FOR 49-
- ジョジョの奇妙な冒険 スターダストクルセイダース
- 魔法科高校の劣等生
- テイルズ オブ ゼスティリア 〜導師の夜明け〜
- Fate/stay night [Unlimited Blade Works]1st.シーズン
- トリニティセブン
- RAIL WARS!
- シドニアの騎士
- 戦国BASARA Judge End

2015年
- 六花の勇者
- GOD EATER
- シドニアの騎士 第九惑星戦役
- 少年ハリウッド -HOLLY STAGE FOR 50-

2016年
- Fate/stay night [Unlimited Blade Works]2nd.シーズン
- planetarian 〜ちいさなほしのゆめ〜
- 迷家-マヨイガ-
- ファンタシースターオンライン2 ジ アニメーション
- タイムトラベル少女〜マリ・ワカと8人の科学者たち〜
- アイカツスターズ!
- ジョジョの奇妙な冒険 ダイヤモンドは砕けない
- テイルズ オブ ゼスティリア ザ クロス
- 灼熱の卓球娘
- TRICKSTER -江戸川乱歩「少年探偵団」より-
- PHANTASY  STAR ONLINE 2  THE ANIMATION

2017年
- AKIBA'S TRIP -THE ANIMATION-
- お見合い相手は教え子、強気な、問題児。
- アトム ザ・ビギニング
- 活撃 刀剣乱舞
- 時間の支配者
- 十二大戦
- このはな綺譚
- 天使の3P!
- 18if
- アニメガタリズ
- Fate/Grand Order × 氷室の天地〜7人の最強偉人篇〜
- 衛宮さんちの今日のごはん

2018年
- 宇宙戦艦ティラミス
- かくりよの宿飯
- 魔法少女サイト
- LOST SONG
- キャプテン翼
- アイカツフレンズ!
- ISLAND
- じょしおちっ!〜2階から女の子が…降ってきた!?〜
- 終電後、カプセルホテルで、上司に微熱伝わる夜。
- あかねさす少女
- 宇宙戦艦ティラミスII
- ユリシーズ ジャンヌ・ダルクと錬金の騎士
- ベルゼブブ嬢のお気に召すまま。
- ジョジョの奇妙な冒険 黄金の風
- 愛玩怪獣

2019年
- パパだって、したい
- 同居人はひざ、時々、頭のうえ。
- 洗い屋さん!〜俺とアイツが女湯で!?〜
- 鬼滅の刃
- トライナイツ
- 指先から本気の熱情-幼なじみは消防士-
- XL上司。
- 天華百剣 〜めいじ館へようこそ!〜

2020年
- おーばーふろぉ
- りばあす
- ＜Infinite Dendrogram＞-インフィニット・デンドログラム-
- 宝石商リチャード氏の謎鑑定
- かくしごと
- 俺の指で乱れろ。〜閉店後二人きりのサロンで…〜
- おちこぼれフルーツタルト
- Lapis Re:LiGHTs
- ド級編隊エグゼロス
- 魔王学院の不適合者
- オオカミさんは食べられたい
- 大人にゃ恋の仕方がわからねぇ!
- 魔法科高校の劣等生 来訪者編

2021年
- アイカツプラネット!
- 天地創造デザイン部
- はたらく細胞BLACK
- 裏世界ピクニック
- Fairy蘭丸〜あなたの心お助けします〜
- スライム倒して300年、知らないうちにレベルMAXになってました
- じみへんっ!!〜地味子を変えちゃう純異性交遊〜
- ドラゴン、家を買う。
- 東京リベンジャーズ
- チート薬師のスローライフ〜異世界に作ろうドラッグストア〜
- ぼくたちのリメイク
- 指先から本気の熱情2-恋人は消防士-
- 魔法科高校の優等生
- でーじミーツガール
- しょうたいむ!〜歌のお姉さんだってしたい〜
- 吸血鬼すぐ死ぬ

2022年
- 天才王子の赤字国家再生術
- オリエント
- 王子の本命は悪役令嬢
- その着せ替え人形は恋をする （※製作委員会としてクレジット）
- トモダチゲーム
- ちみも
- 3秒後、野獣。〜合コンで隅にいた彼は肉食でした
- 金装のヴェルメイユ〜崖っぷち魔術師は最強の厄災と魔法世界を突き進む〜
- 組長娘と世話係
- うちの師匠はしっぽがない
- ハーレムきゃんぷっ!

2023年
- スパイ教室
- ノケモノたちの夜
- しょうたいむ!2〜歌のお姉さんだってしたい〜
- もののがたり
- 人間不信の冒険者たちが世界を救うようです
- 転生貴族の異世界冒険録〜自重を知らない神々の使徒〜
- 漣蒼士に純潔を捧ぐ
- 私の百合はお仕事です!
- 異世界でチート能力を手にした俺は、現実世界をも無双する〜レベルアップは人生を変えた〜
- 君は放課後インソムニア
- ライザのアトリエ 〜常闇の女王と秘密の隠れ家〜
- 夫婦交歓〜戻れない夜〜
- るろうに剣心 -明治剣客浪漫譚-
- ライアー・ライアー
- しーくれっとみっしょん〜潜入捜査官は絶対に負けない!〜
- 星屑テレパス

2024年
- 結婚指輪物語
- 悶えてよ、アダムくん
- 月刊モー想科学
- アストロノオト
- ブルーアーカイブ The Animation
- 当て馬キャラのくせして、スパダリ王子に寵愛されています。
- 声優ラジオのウラオモテ
- VTuberなんだが配信切り忘れたら伝説になってた
- よあそびぐらしっ!
- 恋は双子で割り切れない
- 結婚するって、本当ですか
- 合コンに行ったら女がいなかった話
- 凍牌〜裏レート麻雀闘牌録〜
- 大正偽りブラヰダル〜身代わり花嫁と軍服の猛愛

2025年
- Sランクモンスターの《ベヒーモス》だけど、猫と間違われてエルフ娘の騎士として暮らしてます
- 沖縄で好きになった子が方言すぎてツラすぎる
- グノーシア

### 映画
2007年
- 空の境界 第一章 俯瞰風景
- 空の境界 第二章 殺人考察（前）

2008年
- 空の境界 第三章 痛覚残留
- 空の境界 第四章 伽藍の洞留
- 空の境界 第五章 矛盾螺旋
- 空の境界 第六章 忘却録音

2009年
- 空の境界 第七章 殺人考察（後）
- センコロール

2010年
- 空の境界 終章/空の境界

2013年
- 空の境界 俯瞰風景3D
- 空の境界 未来福音
- BAYONETTA BLOODYFATE
- 魔女っこ姉妹のヨヨとネネ

2016年
- planetarian 〜星の人〜

2017年
- 劇場版 トリニティセブン-悠久図書館と錬金術少女-
- 劇場版 魔法科高校の劣等生 星を呼ぶ少女
- Fate/stay night [Heaven's Feel] I.presage flower

2018年
- ニンジャバットマン

2019年
- Fate/stay night [Heaven's Feel] II.lost butterfly
- 劇場版トリニティセブン -天空図書館と真紅の魔王-
- 鬼滅の刃 兄妹の絆
- センコロール コネクト

2020年
- Fate/stay night [Heaven’s Feel] Ⅲ.spring song
- 劇場版 鬼滅の刃 無限列車編
- LIP×LIP FILM×LIVE〜この世界の楽しみ方〜

2021年
- Tokyo 7th シスターズ-僕らは青空になる-
- 劇場編集版 かくしごと -ひめごとはなんですか-

2023年
- 劇場版 Collar×Malice -deep cover-

### OVA
- ムダヅモ無き改革
- SEX PISTOLS
- トリコ
- ストリートファイターIV 特典アニメ
- スーパーストリートファイターⅣ 特典アニメ
- 乃木坂春香の秘密 ふぃな〜れ♪
- 華ヤカ哉、我ガ一族 キネトグラフ
- こえでおしごと! The ANIMATION
- 這いよれ! ニャル子さんF
- 嫌な顔されながらおパンツ見せてもらいたい
- ふたり写真
- 嫌な顔されながらおパンツ見せてもらいたい2
- 楓と鈴

### OAD
- こえでおしごと!
- 百合星人ナオコサン
- みのりスクランブル!
- ギョ

### Webアニメ（ONA）
- エデン(2021年)
- Elemon

### OBA
- 星に願いを -Fantastic Cat-
- 星に願いを COLD BODY + WARM HEART

#### その他
- アニコミ「女体化した僕を騎士様達がねらってます」

## イベント

### マチ★アソビ
2009年より徳島県徳島市にて開催されるアニメやゲームなどのエンターテインメントが集う総合イベント。2009年の初回開催より毎年参加しており、2019年5月開催のVol.22より企画・プロデュースを担当している。